# Vittorio Alfieri
Pour les articles homonymes, voir Alfieri.
Le comte Vittorio Amedeo Alfieri, né le 16 janvier 1749 à Asti et mort le 8 octobre 1803 à Florence, est un dramaturge, philosophe, poète et écrivain italien.

## Biographie
Vittorio Alfieri né en 1749 à Asti, est un descendant d'une ancienne famille de la noblesse piémontaise. Ayant perdu son père de très bonne heure, son éducation fut négligée, et il eut une jeunesse fort dérangée. Sa mère ne tarda pas à se remarier. L’éducation qu’il reçut fut celle de beaucoup de jeunes gens de son milieu. Les premiers rudiments lui furent enseignés par un prêtre-précepteur; puis il fut envoyé à l’Académie militaire de Turin et, à sa sortie de cet établissement, nommé porte-enseigne au régiment d’Asti; mais la vocation militaire n’était pas son fait, et il ne tarda pas à démissionner. Comme beaucoup d’autres jeunes nobles, il compléta cette formation par de grands voyages. Il passa plusieurs années à courir le monde, à Gênes d’abord, en 1765 ; puis, en 1766-1768, à travers l’Italie, la France, où il fut présenté à Louis XV), l’Angleterre et la Hollande ; mais à l'âge de 25 ans, il se fit en lui une subite métamorphose : le désir de plaire à une femme, la comtesse d'Albany, épouse du dernier des Stuarts, pour laquelle il avait conçu la plus vive passion, lui inspira du goût pour les lettres et pour la poésie, qu'il avait dédaignées jusque-là. Il s'exerça dans la tragédie, et créa un système de composition tout nouveau pour l'Italie, substituant un dialogue serré, un style concis, et retranchant impitoyablement de ses pièces les personnages inutiles d'amoureux ou de confidents ,.
De retour au Piémont, il se plongea dans la lecture des philosophes français et de Plutarque qui, les uns et l’autre, l’influencèrent définitivement: à quoi il faut ajouter au moins les Mémoires de l’abbé Prévost, qu'il connaît depuis ses années à l’Académie militaire, et Montaigne, dont les Essais étaient devenus pour lui le plus fidèle des compagnons de voyage.
Franc-maçon, on ne sait pas où et quand il a été initié (on suppose les Pays-Bas ou l'Angleterre au cours d'un de ses voyages de jeunesse) on sait en revanche avec certitude qu'il a été membre de la Loge de la Victoire de Naples, fondée en 1774 ou 1775 par des maçons appartenant à l'aristocratie et proches de la reine Marie-Caroline d'Autriche (1752-1814),.
Travaillant avec ardeur, il composa en moins de sept ans (1775 - 1782) quatorze tragédies. En même temps il écrivait en prose des ouvrages qui devaient le placer à côté de Machiavel, un Traité de la tyrannie, et celui qui a pour titre le Prince et les Lettres, dans lesquels il se montre ardent républicain. Il composait aussi à la même époque son poème de l'Étrurie vengée.

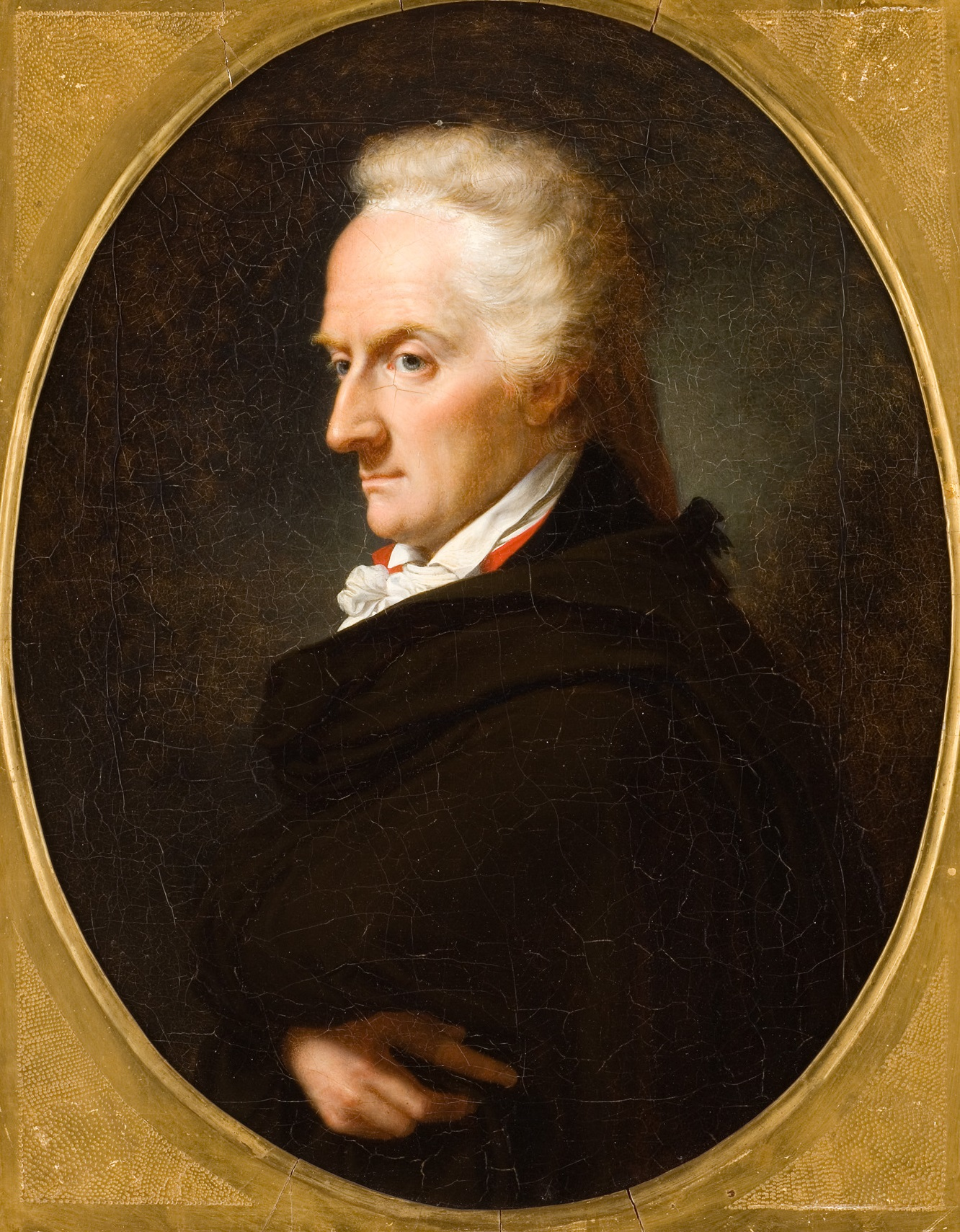
Portrait par François-Xavier Fabre, 1786 ou 1796. Musée Fabre, Montpellier.

La comtesse d'Albany étant devenue veuve en 1788, il s'unit à elle par un mariage secret, puis il vint en France dans le désir d'y faire imprimer plusieurs de ses ouvrages, et même de s'y fixer. Mais effrayé par les excès du 10 août 1792, il s'empressa de fuir le Paris révolutionnaire, cria à la foule qui voulait l’empêcher de sortir : « Voyez, écoutez ; mon nom est Alfieri ; je suis italien et non français ; grand, maigre, pâle, cheveux roux [...] » et se retira à Florence. Par son autobiographie Vita di Vittorio Alfieri da Asti scritta da esso. Le gouvernement révolutionnaire le traita en émigré et le dépouilla de la plus grande partie de sa fortune, qu'il avait placée sur les fonds français. Toutes ces causes réunies finirent par lui inspirer pour la France et pour la révolution une haine implacable qui transparaît dans ses écrits - en particulier son pamphlet francophobe Le Misogaulois,.
Dans ses dernières années, Alfieri apprit le grec, afin d'étudier dans l'original les grands tragiques qu'il avait pris pour modèles. Il traduisit et imita plusieurs tragédies d'Eschyle, de Sophocle et d'Euripide. 
Épuisé, il mourut à l'âge de 54 ans, en 1803, laissant un grand nombre d'œuvres posthumes, parmi lesquelles une autobiographie que l'on considère souvent comme sa plus grande œuvre : Vita.
Auteur de tragédies, de poèmes et de satires. Par ses évocations du monde ancien, par son amour de la liberté et par sa haine du despotisme, il inspira dans les générations successives des sentiments qui préparèrent le Risorgimento.

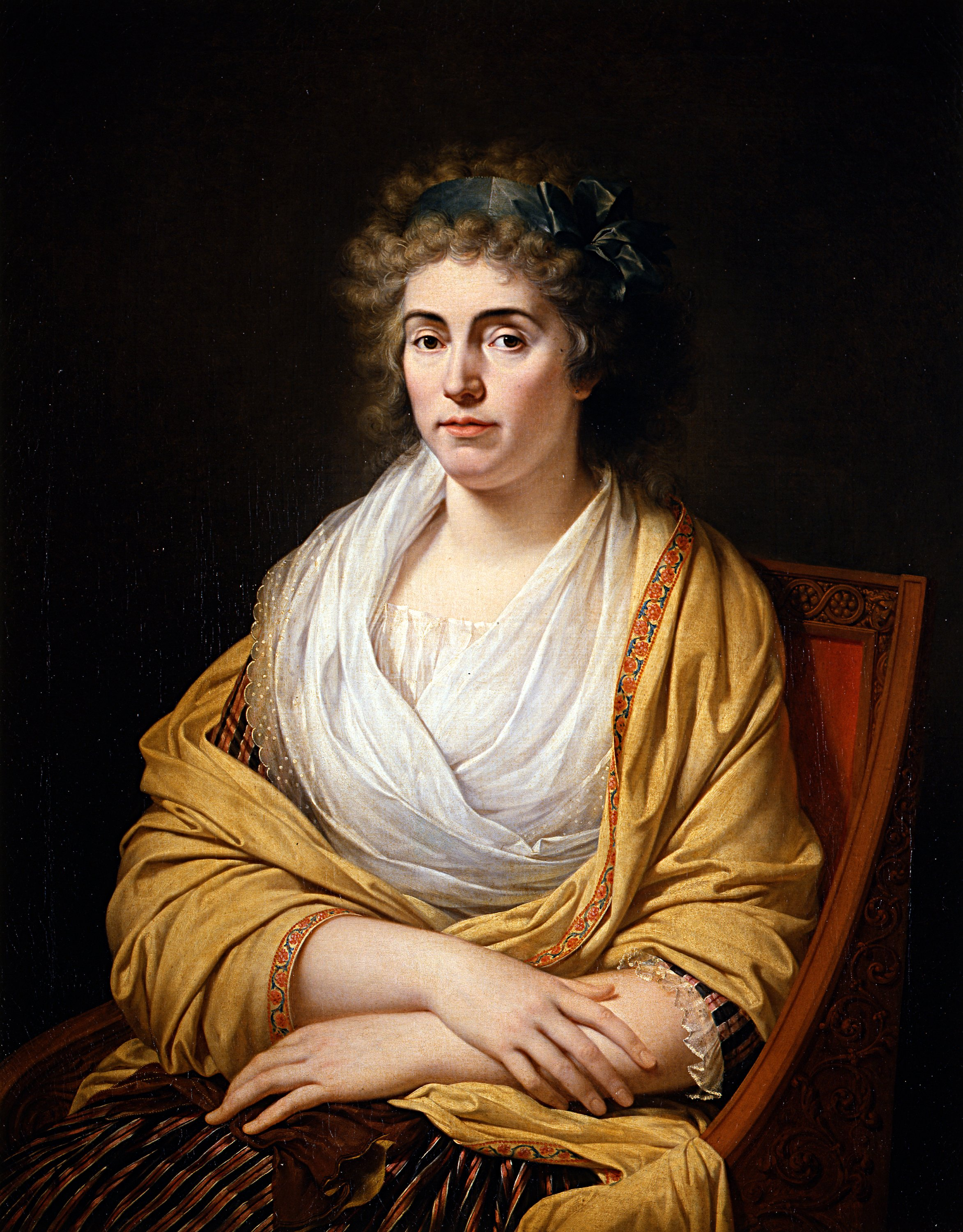
La comtesse d'Albany.

Antonio Canova a réalisé son monument funéraire, dans la basilique Santa Croce de Florence.

## Œuvres

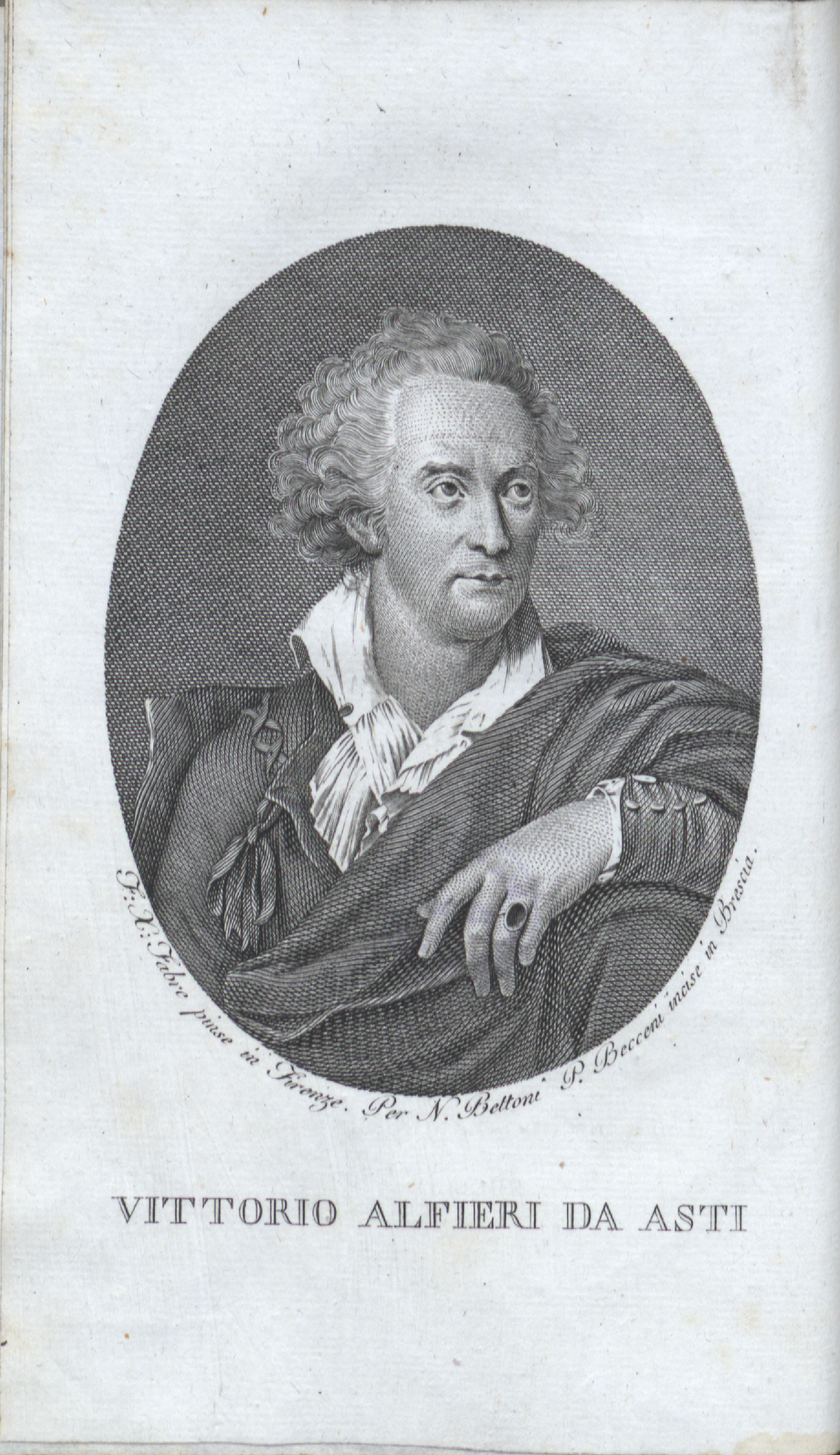
Frontispice des œuvres d'Alfieri, édition de 1809.

### Traités politiques et mémoires
1777 : Della tirannide (De la tyrannie)
1778-1786 : Del principe e delle lettere (Du prince et des lettres)
1806 : Vita di Vittorio Alfieri da Asti scritta da esso (Mémoires de Victor Alfieri, d'Asti)
Note : Ces ouvrages, et d'autres, sont disponibles en français sur Gallica.

### Tragédies
Le théâtre d'Alfieri se compose des tragédies suivantes : 
- Agamemnon
- Agis
- Alceste I
- Alceste II
- Antigone[8]
- Brutus I
- Brutus II
- Cléopâtre
- La Conjuration des Pazzi
- Don Garzia
- Marie Stuart
- Mérope
- Myrrha, dont le livret sera repris par Domenico Alaleona pour sa création de l'opéra Mirra
- Octavie
- Oreste
- Philippe
- Polynice
- Rosemonde
- Saül
- Sophonisbe
- Timoléon
- Virginie